# ポリイアモンド
ポリイアモンド（polyamond）または「n-iamond」は、同じ大きさの正三角形の辺同士を密着させて作った図形のことである。
{\displaystyle n} 個の正三角形をつなげた図形は{\displaystyle n}-イアモンドといい、{\displaystyle n} にはギリシア語でその数を意味する接頭辞が入る。
数学者オブライエンによって名づけられた。ポリフォームの一つである。
日本語ではn-iamondよりn-amondに近い発音および表記をする事もある。

## 名称の由来
ポリイアモンドの名称は「多くの」をあらわす接頭語の poly- と、iamond からきている。
iamond とは、2つの三角形がつながった形のダイヤモンド diamond を d- と iamond に分解して作った造語であり、ダイヤモンドを構成する三角形を意味する。

## ポリイアモンドの種類と数
ポリイアモンドは、使用される正三角形の数により次のように呼ばれる。
| {\displaystyle n} | 名称         | 種類 | 種類（片面） | 種類（有向） |
| ----------------- | ------------ | ---- | ------------ | ------------ |
| 1                 | モニアモンド | 1    | 1            | 2            |
| 2                 | ダイアモンド | 1    | 1            | 3            |
| 3                 | トリアモンド | 1    | 1            | 6            |
| 4                 | テトラモンド | 3    | 4            | 14           |
| 5                 | ペンタモンド | 4    | 6            | 36           |
| 6                 | ヘキサモンド | 12   | 19           | 94           |
| 7                 | ヘプタモンド | 24   | 43           | 250          |
| 8                 | オクタモンド | 66   | 120          | 675          |
| 9                 | ノニアモンド | 160  | 307          | 1838         |
| 10                | デシアモンド | 448  | 866          | 5053         |

## ポリイアモンドを使ったゲーム
ブロックス・トライゴン
モニアモンド - ヘキサモンドの計22個のコマを盤に置くボードゲーム。